# 24 ur Le Mansa 1984
24 ur Le Mansa 1984 je bila dvainpetdeseta vzdržljivostna dirka 24 ur Le Mansa. Potekala je 16. in 17. junija 1984.

## Rezultati

### Uvrščeni
| Poz | Razred | Št  | Moštvo                    | Dirkači                                               | Šasija        | Motor                           | Krogi |
| --- | ------ | --- | ------------------------- | ----------------------------------------------------- | ------------- | ------------------------------- | ----- |
| 1   | C1     | 7   | New-Man Joest Racing      | Henri Pescarolo Klaus Ludwig                          | Porsche 956   | Porsche 2.6L Turbo Flat-6       | 359   |
| 2   | C1     | 26  | Henn's T-Bird Swap Shop   | Jean Rondeau John Paul, Jr. Preston Henn              | Porsche 956   | Porsche 2.6L Turbo Flat-6       | 357   |
| 3   | C1     | 33  | Skoal Bandit Porsche Team | David Hobbs Philippe Streiff Sarel van der Merwe      | Porsche 956   | Porsche 2.6L Turbo Flat-6       | 350   |
| 4   | C1     | 9   | Brun Motorsport GmbH      | Walter Brun Prince Leopold von Bayern Bob Akin        | Porsche 956   | Porsche 2.6L Turbo Flat-6       | 339   |
| 5   | C1     | 12  | Schornstein Racing Team   | Volkert Merl Dieter Schornstein Louis Krages          | Porsche 956   | Porsche 2.6L Turbo Flat-6       | 339   |
| 6   | C1     | 11  | Porsche Kremer Racing     | Alan Jones Vern Schuppan Jean-Pierre Jarier           | Porsche 956   | Porsche 2.6L Turbo Flat-6       | 336   |
| 7   | C1     | 20  | Brun Motorsport GmbH      | Massimo Sigala Oscar Larrauri Joël Gouhier            | Porsche 956   | Porsche 2.6L Turbo Flat-6       | 334   |
| 8   | C1     | 4   | Martini Lancia            | Bob Wollek Alessandro Nannini                         | Lancia LC2    | Ferrari 3.0L Turbo V8           | 325   |
| 9   | C1     | 17  | Porsche Kremer Racing     | Tiff Needell David Sutherland Rusty French            | Porsche 956   | Porsche 2.6L Turbo Flat-6       | 320   |
| 10  | C2     | 68  | B.F. Goodrich Company     | John O'Steen John Morton Yoshami Katayama             | Lola T616     | Mazda 13B 1.3L 2-Rotor          | 319   |
| 11  | C2     | 93  | Jean-Philippe Grand       | Jean-Philippe Grand Jean-Paul Libert Pascal Witmeur   | Rondeau M379  | Ford Cosworth DFV 3.0L V8       | 309   |
| 12  | C2     | 67  | B.F. Goodrich Company     | Jim Busby Boy Haye Rick Knoop                         | Lola T616     | Mazda 13B 1.3L 2-Rotor          | 294   |
| 13  | C1     | 37  | McCormack and Dodge       | Jim Mullen Walt Bohren Alain Ferté                    | Rondeau M482  | Ford Cosworth DFL 3.3L V8       | 292   |
| 14  | B      | 109 | Helmut Gall               | Philippe Dagoreau Jean-Francois Yvon Pierre de Thoisy | BMW M1        | BMW 3.5L I6                     | 291   |
| 15  | C2     | 87  | Mazdaspeed Co. Ltd.       | David Kennedy Jean-Michel Martin Philippe Martin      | Mazda 727C    | Mazda 13B 1.3L 2-Rotor          | 290   |
| 16  | B      | 106 | Claude Haldi              | Claude Haldi Altfrid Heger Jean Krucker               | Porsche 930   | Porsche 3.3L Turbo Flat-6       | 284   |
| 17  | GTO    | 122 | Raymond Touroul           | Raymond Touroul Valentin Bertapelle Thierry Perrier   | Porsche 911SC | Porsche 3.0L Flat-6             | 282   |
| 18  | GTO    | 123 | Equipe Alméras Fréres     | Jean-Marie Alméras Jacques Alméras Tom Winters        | Porsche 930   | Porsche 3.3L Turbo Flat-6       | 268   |
| 19  | C2     | 81  | Scuderia Jolly Club       | Almo Coppelli Davide Pavia Guido Dacco                | Alba AR2      | Giannini Carma FF 2.0L Turbo I4 | 261   |
| 20  | C2     | 86  | Mazdaspeed Co. Ltd.       | Pierre Diudonné Takashi Yorino Yojiro Terada          | Mazda 727C    | Mazda 13B 1.3L 2-Rotor          | 261   |
| 21  | C2     | 80  | Scuderia Jolly Club       | Martino Finotto Carlo Facetti Marco Vanoli            | Alba AR2      | Giannini Carma FF 2.0L Turbo I4 | 257   |
| 22  | B      | 107 | Raymond Boutinaud         | Raymond Boutinaud Philippe Renault Giles Guinand      | Porsche 928S  | Porsche 4.7L V8                 | 255   |

### Odstopi
| Poz | Razred | Št  | Moštvo                                      | Dirkači                                                   | Šasija           | Motor                         | Krogi         |
| --- | ------ | --- | ------------------------------------------- | --------------------------------------------------------- | ---------------- | ----------------------------- | ------------- |
| 23  | GTP    | 44  | Jaguar Group 44                             | Brian Redman Doc Bundy Bob Tullius                        | Jaguar XJR-5     | Jaguar 6.0L V12               | 291           |
| 24  | C1     | 21  | Charles Ivey Racing                         | Alain de Cadenet Allan Grice Chris Craft                  | Porsche 956      | Porsche 2.6L Turbo Flat-6     | 274           |
| 25  | C1     | 5   | Martini Lancia                              | Paolo Barilla Hans Heyer Mauro Baldi                      | Lancia LC2       | Ferrari 3.0L Turbo V8         | 275           |
| 26  | GTP    | 61  | Henn's T-Bird Swap Shop                     | Michel Ferté Edgar Dören Preston Henn                     | Porsche 962C     | Porsche 2.9L Turbo Flat-6     | 247           |
| 27  | C1     | 34  | Team Australia                              | Peter Brock Larry Perkins                                 | Porsche 956      | Porsche 2.6L Turbo Flat-6     | 145           |
| 28  | C1     | 14  | GTi Engineering                             | Jan Lammers Jonathan Palmer                               | Porsche 956      | Porsche 2.6L Turbo Flat-6     | 145           |
| 29  | C1     | 23  | WM Secateva                                 | Roger Dorchy Alain Couderc Gerard Patté                   | WM P83B          | Peugeot 2.8L Turbo V6         | 122           |
| 30  | GTO    | 121 | Charles Ivey Racing                         | David Ovey Paul Smith Margie Smith-Haas                   | Porsche 930      | Porsche 3.3 Turbo Flat-6      | 146           |
| 31  | C1     | 47  | Obermaier Racing                            | Jürgen Lässig George Fouché John Graham                   | Porsche 956      | Porsche 2.6L Turbo Flat-6     | 147           |
| 32  | GTP    | 40  | Jaguar Group 44                             | Tony Adamowicz John Watson Claude Ballot-Léna             | Jaguar XJR-5     | Jaguar 6.0L V12               | 212           |
| 33  | C1     | 50  | Primagaz                                    | Pierre Yver Bernard de Dryver Pierre-Francois Rousselot   | Rondeau M382     | Ford Cosworth DFV 3.0L V8     | 155           |
| 34  | C1     | 13  | Primagaz                                    | Yves Courage Michel Dubois John Jellinek                  | Cougar C02       | Ford Cosworth DFL 3.3L V8     | 153           |
| 35  | C1     | 8   | Joest Racing                                | Stefan Johansson Jean-Louis Schlesser Maurizio de Narvaez | Porsche 956      | Porsche 2.6L Turbo Flat-6     | 170           |
| 36  | C1     | 38  | Dorset Racing Associates                    | Nick Faure Mike Galvin Richard Jones                      | Dome RC82        | Ford Cosworth DFL 3.3L V8     | 156           |
| 37  | C1     | 16  | GTi Engineering                             | Richard Lloyd Nick Mason Rene Metge                       | Porsche 956      | Porsche 2.6L Turbo Flat-6     | 139           |
| 38  | C1     | 24  | WM Secateva                                 | Michel Pignard Jean-Daniel Raulet Pascal Pessiot          | WM P83B          | Peugeot 2.8L Turbo V6         | 74            |
| 39  | C1     | 6   | BP Résidences Malardeau Scuderia Jolly Club | Pierluigi Martini Xavier Lapeyre Beppe Gabbiani           | Lancia LC2       | Ferrari 3.0L Turbo V8         | 117           |
| 40  | B      | 101 | Jens Winther Team Castrol                   | Jens Winther David Mercer Lars-Viggo Jensen               | BMW M1           | BMW 3.5L I6                   | 96            |
| 41  | GTP    | 62  | Pegasus Racing                              | Ken Marsden Jr. Marion L. Speer Wayne Pickering           | March 84G        | Buick 3.3L Turbo V6           | 95            |
| 42  | C2     | 70  | Spice Tiga Racing                           | Gordon Spice Ray Bellm Neil Crang                         | Tiga GC84        | Ford Cosworth DFL 3.3L V8     | 69            |
| 43  | C2     | 48  | John Bartlett Racing                        | Francois Migault Steve Kempton Francois Servanin          | Lola T610        | Ford Cosworth DFL 3.3L V8     | 52            |
| 44  | C2     | 77  | Ecurie Ecosse                               | Mike Wilds David Duffield David Leslie                    | Ecosse C284      | Ford Cosworth DFV 3.0L V8     | 36            |
| 45  | C2     | 85  | Hubert Striebig                             | Hubert Striebig Jacques Heuclin Noël del Bello            | Sthemo SM C2     | BMW 3.5L I6                   | 42            |
| 46  | C2     | 79  | ADA Engineering                             | Ian Harrower Bob Wolff Glen Smith                         | ADA 01           | Ford Cosworth DFL 3.3L V8     | 42            |
| 47  | C1     | 45  | Christian Bussi                             | Christian Bussi Jack Griffin Bruno Ilien                  | Rondeau M382     | Ford Cosworth DFL 3.3L V8     | 49            |
| 48  | GTX    | 27  | Scuderia Bellancauto                        | Roberto Marazzi Maurizio Micangeli Dominique Lacaud       | Ferrari 512BB/LM | Ferrari 5.0L Flat-12          | 65            |
| 49  | B      | 114 | Michel Lateste                              | Michel Lateste Michel Bienvault "Segolen"                 | Porsche 930      | Porsche 3.3L Turbo Flat-6     | 70            |
| 50  | C1     | 32  | Viscount Downe Aston Martin                 | John Sheldon Mike Salmon Richard Attwood                  | Nimrod NRA/C2    | Aston Martin-Tickford 5.3L V8 | 92            |
| 51  | C1     | 31  | Viscount Downe Aston Martin                 | Ray Mallock Drake Olson                                   | Nimrod NRA/C2    | Aston Martin-Tickford 5.3L V8 | 94            |
| 52  | C1     | 55  | Skoal Bandit Porsche Team                   | Rupert Keegan Guy Edwards Roberto Moreno                  | Porsche 962C     | Porsche 2.6L Turbo Flat-6     | 72            |
| 53  | C1     | 25  | C.A.M.S.                                    | Dudley Wood John Cooper Barry Robinson                    | Grid S2          | Porsche 2.9L Turbo Flat-6     | 10            |
| -   | C1     | 39  | Uchida Dome Racing Team                     | Eje Elgh Stanley Dickens                                  | Dome RC83        | Ford Cosworth DFL 3.9L V8     | Did Not Start |

### Statistika
- Najboljši štartni položaj - #4 Martini Lancia - 3:17.110
- Najhitrejši krog - #4 Martini Lancia - 3:28.900
- Razdalja - 4900.276 km
- Povprečna hitrost - 204.178 km/h